# Daneș
Daneș (deutsch Dunesdorf, ungarisch Dános) ist eine Gemeinde im Kreis Mureș in Rumänien.

## Lage

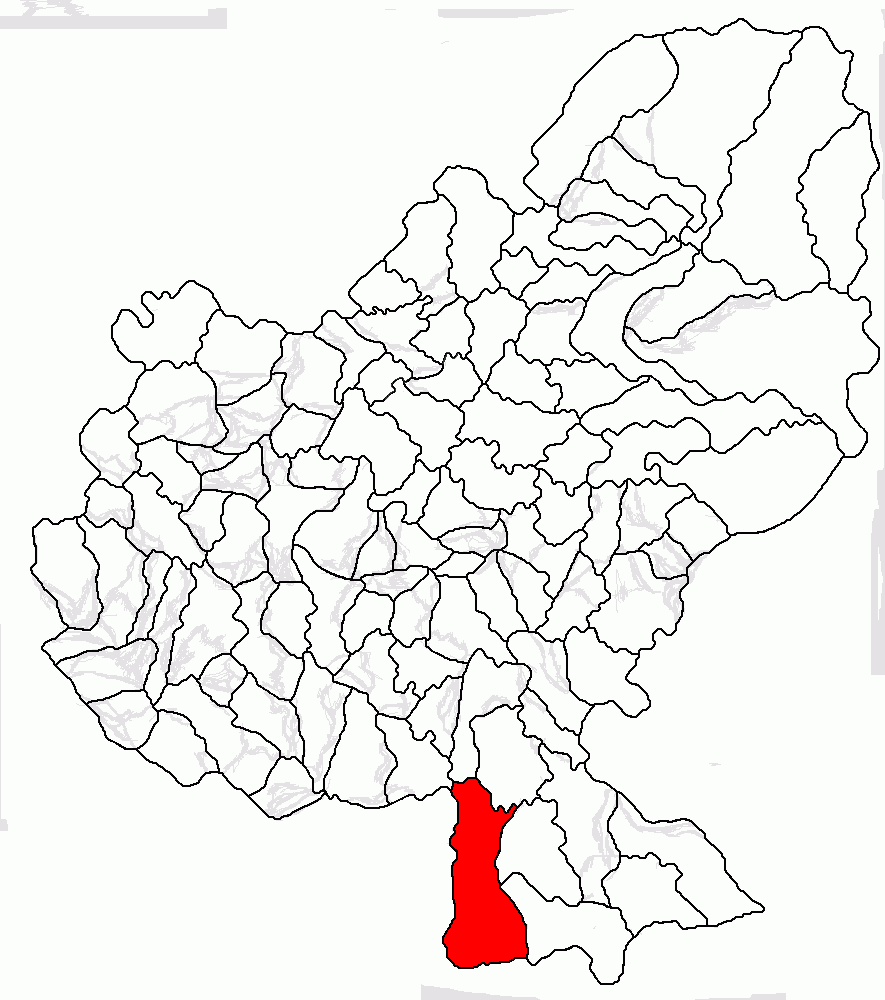
Lage der Gemeinde Daneș im Kreis Mureș

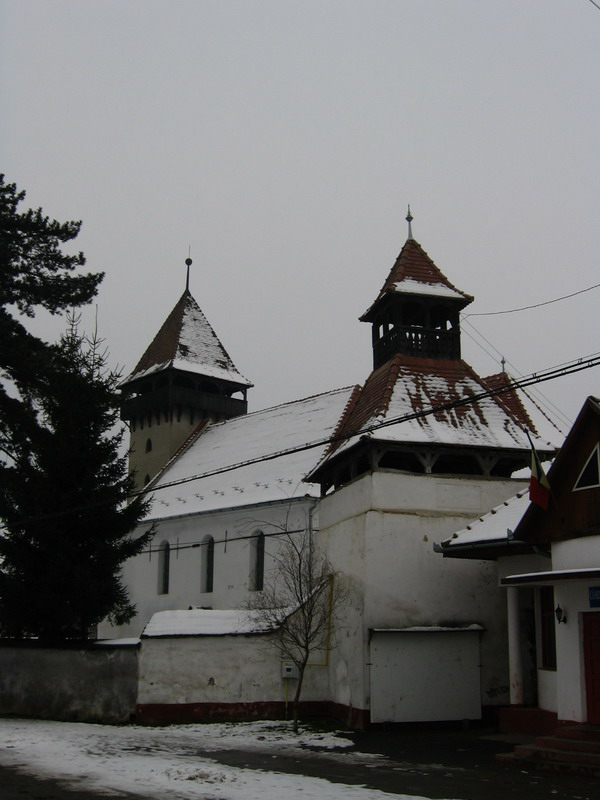
Kirche in Daneș

Daneș befindet sich etwa in der Mitte Siebenbürgens im Tal der Târnava Mare (Große Kokel). Die nächstgelegene Kleinstadt Sighișoara (Schäßburg) befindet sich etwa 7 km östlich.

## Geschichte
Daneș wurde im Jahr 1348 als Danus erstmals urkundlich erwähnt. Der Ortsname leitet sich vom althochdeutschen Ortsnamen Dano ab. Dunesdorf gehörte ursprünglich wohl dem Kloster Kolozsmonostor (auf dem Gebiet des heutigen Cluj-Napoca), bevor es im 14. Jahrhundert dem Königsboden zugeordnet und damit eine freie Gemeinde der Siebenbürger Sachsen wurde. Es zählte dabei zum Schäßburger Stuhl.
Im Jahre 1488 werden für Dunesdorf als Bewohner 38 „Gäste“ (Wirte) und drei Hirten genannt.
Im Zuge von Epidemien und Kriegshandlungen wurde Dunesdorf in der Mitte des 17. Jahrhunderts nahezu völlig entvölkert, hatte 1663 nur noch drei Wirte. Der Ort wurde sowohl mit Siebenbürger Sachsen, aber auch mit Rumänen – die das Bürgerrecht erhielten – neu besiedelt. Schon 1671 stellten Rumänen etwa vier Fünftel der Dorfbevölkerung.
Nachdem Dunesdorf bis zum Ende des Ersten Weltkrieges zum Königreich Ungarn, zum Fürstentum Siebenbürgen bzw. zu Österreich-Ungarn gehört hatte, ist es seitdem ein Teil des Staates Rumänien.

## Bevölkerung
Über mehrere Jahrhunderte wurde Dunesdorf von den Siebenbürger Sachsen geprägt. Seit dem 17. Jahrhundert stellten die Rumänen jedoch die Mehrheit Dorfbevölkerung. Zur Volkszählung 1977 waren noch etwas mehr als zehn Prozent der Dorfbewohner Deutsche. Nach der Revolution von 1989 wanderten die meisten von ihnen aus. Durch Zuzug von Rumänen und Roma blieb die Einwohnerzahl insgesamt jedoch relativ stabil.
In der Gesamtgemeinde Daneș bezeichneten sich im Jahr 2002 von damals 4835 Einwohnern 3753 als Rumänen, 795 als Roma, 138 als Deutsche, 139 als Ungarn, einer als Grieche und einer als Italiener. Acht Gemeindebewohner machten keine Angaben.
Im Dorf Daneș selbst lebten 2002 insgesamt 2185 Menschen, davon 1911 Rumänen, 183 Zigeuner, 22 Deutsche, 63 Ungarn und 6 Angehörige anderer Nationalität.

## Verkehr
Daneș liegt an der Nationalstraße 14 zwischen Mediaș und Sighișoara, auf der mehrmals täglich Busse verkehren.
Der Ort besitzt einen eigenen Personenzughalt an der Bahnstrecke Teiuș–Brașov.

## Sehenswürdigkeiten
- Die Anfang des 16. Jahrhunderts errichtete und im 19. Jahrhundert umgestaltete evangelische Saalkirche. Von den Befestigungsanlagen steht lediglich noch eine einzelne Mauer.
- Die rumänisch-orthodoxe Kirche „Sfântul Nicolae“ wurde 1796 eingeweiht.